# Brask
Brask er oprindeligt et tilnavn. Det er siden navneloven af 1828 blevet brugt som slægtsnavn eller mellemnavn for adskillige danske familier. Der findes alternative former som f.eks. Brasch og Brasche.
Der findes ikke en entydig oprindelse af tilnavnet Brask. Det er heller ikke udelukkende et dansk fænomen, f.eks. er der en historisk meget betydningsfuld biskop i Linköping ved navn Hans Brask.

## Danske slægter
Der findes flere danske slægter med tilnavnet Brask. Det vides ikke om de er forbundne, men de kan tænkes at have én dansk stamfader. For at de skulle have en fælles oprindelse, taler det at ordet ikke har nogen almindelig brugt betydning (i modsætning til f.eks. Møller).

### Præsteslægten efter Jens Jensen Brask (f. 1602)
En Jens Jensen Brask bliver præst i Kousted i 1602. Han blev senere Provst i Nørhald Herred. 
Sønnen Peder Jensen Brask bliver selv præst, og overtager senere faderens sogn. Og Jens' datter Anne, gift med en præst ved navn Eske Sørensen. En anden søn bliver navngivet Jens (f. 1618 i Kousted Sogn), han driver en række gårde, den sidste bliver i rollen som forpagter på Svenstrup Hovgaard, Svenstrup Sogn. 
Det vides ikke hvor stort antallet af efterkommere af denne slægt er.

### Slægten efter Jens Andersen Brask (f. 1689)
Oprindelsen af selve navnet Brask er som nævnt ukendt, men for en række nulevende danskere kan det dog spores tilbage til én mand, Jens Andersen Brask af Kjellerup Hovedgård. 
Anders Sørensen Westergaard (f. 1646 i Mygind Sogn) var forpagter på Kjellerup Hovedgård i Hem Sogn. Han bærer ikke selv tilnavnet Brask, men han skal ende op med at få en søn med tilnavnet. Anders Westergaard bliver i midten af 1680erne gift med en Maren Clausdatter, enke efter ægteskab med Jens Jensen Brask(f. 1618), søn af præsten i Kousted (Se ovenfor). På dette tidspunkt er det god skik at man ved indgåelse af nyt ægteskab, opkalder det førstefødte barn efter den afdøde ægtefælde. Derfor bliver Anders og Marens førstefødte drengebarn navngivet Jens Andersen Brask (f. 1689 i Hem Sogn). Jens får altså både fornavn og tilnavn fra hans moders tidligere mand Jens Jensen Brask, men efternavn efter faderen.
Jens Andersen Brask får i alt 14 børn, hvoraf dog 4 dør som spæde og 5 er piger. Størrelsen på den nulevende efterslægt er ukendt, men det vides med sikkerhed at der er nulevende efterkommere der benytter Brask som mellem- eller efternavn.
Denne slægt er ikke blodbeslægtet med de øvrige Brask slægter, men der er dog en vis forbindelse.